# Antikrist

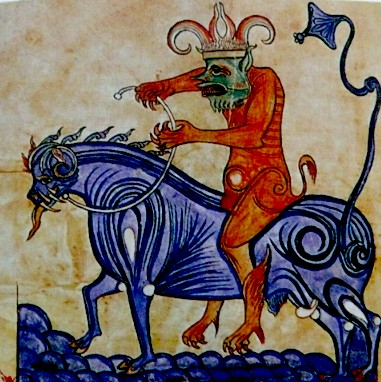
Satan jako Antikrist (středověká iluminace)

Antikrist (řecky αντιχριστος, antichristos) je ten, kdo chce nahradit nebo se staví proti Kristu neboli Mesiáši. Předpona anti (αντι) totiž může znamenat jak „místo, za“, tak „naproti, proti“. V křesťanství je antikrist často chápán jako člověk, který je oponentem Boha či Ježíše Krista a jeho následovníků. Zvláštní ale je, že v křesťanském biblickém kánonu se výraz antikrist vyskytuje pouze v Prvním a Druhém listu Jana, tedy ve dvou menších novozákonních spisech, přičemž z kontextu je patrné, že samotný pisatel tento pojem vztahuje na toho, kdo se hlásí k učení Ježíše Krista, ale „jeho přikázání nezachovává“. Jinými slovy v pojetí pisatele není tím, „kdo popírá, že Ježíš je Kristus“, ani tak ten, kdo se otevřeně staví proti učení Ježíše Krista, ale je jím především ten, kdo toto učení špatně reprezentuje. Toto pojetí antikrista by tak poukazovalo spíše na vnitřního než na vnějšího nepřítele křesťanské víry. Ti, kdo chtějí vidět antikrista jako vnějšího a hlavně přímo eschatologického nepřítele křesťanství obvykle spojují jeho postavu s texty Písma, které se např. zmiňují o znesvěcující ohavnosti, která stojí „tam, kde být nemá“, o člověku nepravosti, Synu zatracení, nebo o dravé šelmě.

## Antikrist dle Ottova slovníku
Ottův slovník uvádí dva významy výrazu Antikrist:
| „                            | ... v širším smysle slova značí každého vůbec, kdo se Kristu protiví a hlavně staré bludaře (dokéty a judaisty), kteří nechtěli uznati vtělení Syna Božího ... v užším a vlastním slova smysle znamená onoho úhlavního odpůrce Kristova, který přede druhým příchodem Kristovým čili před posledním soudem se objeví a proti Kristu a nauce jeho vystoupí. | “ |
| — Ottův slovník naučný, 1889 | |   |

## Antikrist v Novém zákoně
Nový zákon popisuje Antikrista nikoli jako jednu postavu ale jako celou škálu postav a používá tento pojem jako charakteristiku pro odpůrce Boha a Ježíše Krista jako syna Božího (1 Janova 4, 3). Antikrist je nepřítelem Boha a Ježíšova učení. Antikrist získal díky těmto konotacím ve Zjevení Janově post bytosti, která na zemi přijde a bude působit před druhým příchodem Ježíše Krista na zemi a pokusí se převzít vládu nad světem.[zdroj⁠?!] Podle Matouše a proroctví se za Krista bude vydávat.[zdroj⁠?!] Antikrist bude nakonec poražen při návratu Ježíše Krista a to bude koncem tohoto světa, který nahradí svět nový.

### Biblické verše vztahující se k Antikristu
1. Jana 2:18
| „ | Děťátka, je poslední hodina, a právě jak jste slyšeli, že přichází antikrist, i teď se mnozí stali antikristy. | “ |

1. Jana 2:22
| „ | Kdo je lhář, ne-li ten, kdo popírá, že Ježíš je Kristus? Antikrist je ten, kdo popírá Otce a Syna. | “ |

1. Jana 4:3
| „ | Žádný inspirovaný výrok, který nevyznává Ježíše, nepochází od Boha. Dále to je ten inspirovaný výrok, o němž jste slyšeli, že přichází, a nyní je již ve světě. | “ |

2. Jana 7
| „ | Do světa ... vyšlo mnoho těch, kdo klamou, kdo nevyznávají Ježíše Krista přicházejícího v těle. To je ten, kdo klame, a antikrist. | “ |

## Křesťanství
Podle křesťanského učení je antikrist duchovním protivníkem Ježíše Krista. V Zjevení Janově však Bůh tuto vládu dopustí pro zkoušku lidí.[zdroj⁠?!]
Kromě eschatologie je Antikrist hojně používán jako největší urážka mezi křesťany navzájem. Tímto označením se mezi sebou „titulovali“ jak představitelé západní, tak i východní církve, tak i papežové během schismatu. V katolických kruzích byli protestanti a jejich představitelé rovněž označeni za Antikrista, Martin Luther za Antikrista označil Řím a papežství (stejný názor zastávají např. Adventisté sedmého dne). Katolická církev naopak považuje za dílo antikrista též Protestantismus jako celek  a snažila se veškerá jiná křesťanská vyznání v průběhu historie vyhladit nebo obrátit zpět procesem rekatolizace.
Některé křesťanské skupiny věří, že Antikrist bude Žid, konkrétně potomek kmene Dan. Vysvětlují to dvěma způsoby: Dan je připodobňován k hadovi již během Jákobova požehnání synům a had je také emblémem kmene v židovské tradici (had je chápán křesťanskou tradicí velmi negativně), Dan také jako kmen propadl v jistém období modloslužbě.
Svědkové Jehovovi definují pojem antikrist poněkud šířeji, podle této náboženské skupiny je to podvodník s mnoha tvářemi.

## Judaismus
Postava, která se v židovství blíží charakteristice Antikrista, je Armilus. Pravděpodobně jedná o zkomoleninu jména Romulus a tudíž symbolizuje Řím. Armilus má na konci dní ovládnout celý svět a svést všechny národy kromě Izraele na scestí. Zároveň zabije Mesiáše, syna Josefova, a Izrael vyžene do pouště. Tehdy se k Izraeli připojí Mesiáš, syn Davidův, který Armila zabije a nastolí mesiášský věk. Armilus se neobjevuje nikde v Bibli ani Talmudu, vyskytuje se v krátkých, anonymních spisech, které vznikaly většinou na Blízkém východě od 7. do 12. století. Armilus tak není součástí oficiální židovské eschatologie. Armilus je v některých z těchto spisů označován jako „ten, kterého národy nazývají Antikristem“.

## Islám
V islámské eschatologii se vyskytuje postava jménem Dadždžal (arabsky: الدّجّال ad-Dadždžal, lhář, podvodník, často v sousloví المسيح الدّجّال Al-masích ad-dadždžal, falešný mesiáš). Jméno pochází nejspíše ze syrského/aramejského Mešicha degala. V islámu označuje falešného mesiáše, který bude po závěrečné bitvě, která se má odehrát u Jeruzaléma, poražen a zabit Ježíšem (Isou) při jeho návratu na zemi.

## V kultuře a umění
Antikrist je v umění, filmech, literatuře a dokonce i počítačových hrách (Outlast 2) zpodobňován jako lhář, pokušitel, svůdce, symbol zla. Hlavně však jako odpůrce, pomlouvač a ničitel. V průběhu posledních dvou tisíc let historie proběhlo nespočet pokusů Antikrista identifikovat se skutečnými postavami.
Ve filmech a knihách je Antikrist často vtělen do dítěte, má magické schopnosti, ničí a usmrcuje nevinné lidi. Zde je patrně poznat archetyp protikladu dětské čisté a ďábelské mysli.